# František Kubovič
František Kubovič (magyarosan Kubovics Ferenc, Felsőjeszen (Nagyjeszen, Turóc megye), 1807. december 30. – 1852. augusztus 13.) szlovák ágostai evangélikus lelkész.

## Élete
Gömörbe küldték a magyar nyelv tanulására. Innét Késmárkra ment, ahol Roth-Teleki-féle ösztöndíjas volt. 1828-ban letette a pap-jelöltségi vizsgát Tiszolcon. Innét külföldi akadémiára ment. Hazájába visszatérve, Besztercebányán fölszentelték és 1833-tól Mosóczon (Turóc megye) volt pap.

## Művei
- Zaklad vsseho dobrého, anebožto Kratičké nawedenj krestanskýh djtek k wjre, lásce a nádéji. Pozsony, 1838. (Minden jónak alapvonalai, vagyis a vallás rövid története gyermekek számára).
- Summownj kronika slawných Králu Uherskych pro Djtky. Beszterczebánya, 1838. (Magyarország krónikája.)
- Kristus a geho cjrkew ku prospěšnému étenj pro slowansky pospolity lid na swétlo wyda ... Uo. 1839. (Krisztus és az ő egyháza).